# Atomska masa
Atomska masa (ma) je zbroj masa čestica, koje čine atom, tj. protona i neutrona, zajednički zvanih nukleoni. Njena je jedinica unificirana jedinica atomske mase (skraćeno u), gdje je 1 jedinica unificirane atomske mase definirana kao 1⁄12 mase jednog atoma ugljika-12 u mirovanju. Za atome, protoni i neutroni nukleusa, čine gotovo svu masu, a atomska masa izmjerena s u jedinicama ima gotovo istu vrijednost kao i maseni broj.
Atomska masa atoma postaje bezdimenzijska veličina koja se naziva relativna izotopska masa, kada se podijeli s jedinicama unificirane atomske mase ili daltonima (skraćeno Da), da bi nastao čisti numerički odnos. Dakle, atomska masa atoma ugljika-12 iznosi 12 u (ili 12 Da), dok je relativna izotopska masa atoma ugljika-12 jednostavno 12.
Atomska masa ili relativna izotopska masa odnosi se na masu pojedine čestice, te je stoga povezana s izotopom određenog elementa. Bezdimenzijska standardna atomska težina umjesto toga odnosi se na prosječne (matematički prosjek) vrijednosti atomske mase tipične smjese izotopa, koja se u prirodi javlja za uzorak elementa. Vrijednosti atomske mase stoga se obično daju sa znatno većim brojem značajnih znamenki od atomskih težina. Standardna atomska težina povezana je s atomskom masom rangiranjem izotopske zastupljenosti svakog elementa. Obično je približno isto s atomskom masom najobilnijega izotopa, osim onoga što se čini (ali zapravo nije) zaokruživanje razlike.
Atomska masa atoma, iona ili atomske jezgre nešto je manja od zbroja masa njihovih protona, neutrona i elektrona, zbog gubitka mase energije vezanja (prema E = mc2).